# Rally del Giappone

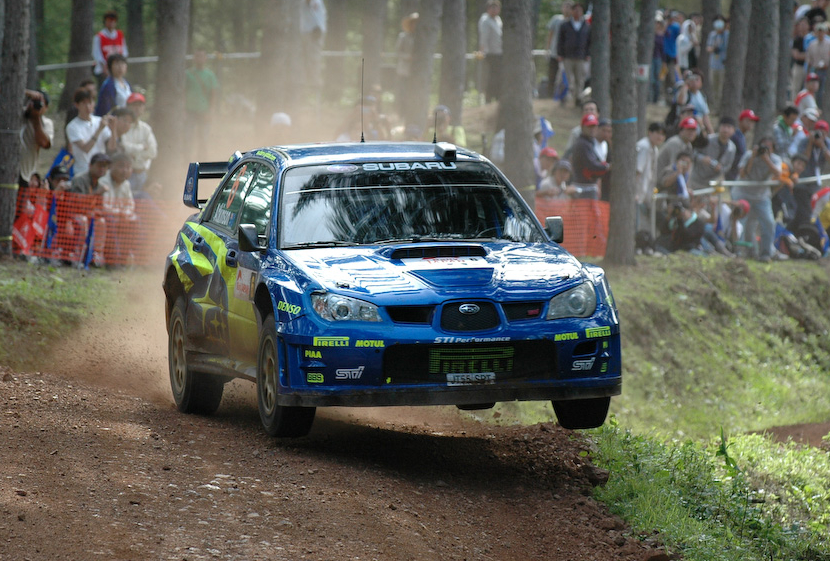
Chris Atkinson su Subaru Impreza WRC nel 2006.

Il Rally del Giappone è una manifestazione sportiva automobilistica inserita per la prima volta nel Campionato del mondo rally nel 2004.

## Edizioni
| Anno      | Denominazione                        | Vincitori                         | Auto                          | Scuderia                | Validità      |
| --------- | ------------------------------------ | --------------------------------- | ----------------------------- | ----------------------- | ------------- |
| 2004      | Rally Japan 2004                     | Petter Solberg Phil Mills         | Subaru Impreza WRC2004        | 555 Subaru WRT          | WRC           |
| 2005      | Rally Japan 2005                     | Marcus Grönholm Timo Rautiainen   | Peugeot 307 WRC               | Marlboro Peugeot Total  | WRC           |
| 2006      | Rally Japan 2006                     | Sébastien Loeb Daniel Elena       | Citroën Xsara WRC             | Kronos Racing           | WRC           |
| 2007      | Rally Japan 2007                     | Mikko Hirvonen Jarmo Lehtinen     | Ford Focus RS WRC 07          | BP Ford WRT             | WRC           |
| 2008      | Pioneer Carrozzeria Rally Japan 2008 | Mikko Hirvonen Jarmo Lehtinen     | Ford Focus RS WRC 08          | BP Ford Abu Dhabi WRT   | WRC           |
| 2009      | Non disputato                        | Non disputato                     | Non disputato                 | Non disputato           | Non disputato |
| 2010      | Rally Japan 2010                     | Sébastien Ogier Julien Ingrassia  | Citroën C4 WRC                | Citroën Total WRT       | WRC           |
| 2011-2021 | Non disputato                        | Non disputato                     | Non disputato                 | Non disputato           | Non disputato |
| 2022      | FORUM8 Rally Japan 2022              | Thierry Neuville Martijn Wydaeghe | Hyundai i20 N Rally1 Hybrid   | Hyundai Shell Mobis WRT | WRC           |
| 2023      | FORUM8 Rally Japan 2023              | Elfyn Evans Scott Martin          | Toyota GR Yaris Rally1 Hybrid | Toyota Gazoo Racing WRT | WRC           |
| 2024      | FORUM8 Rally Japan 2024              | Elfyn Evans Scott Martin          | Toyota GR Yaris Rally1 Hybrid | Toyota Gazoo Racing WRT | WRC           |

## Statistiche[1]

### Vittorie
| Pos. | Pilota           | N° vittorie |
| ---- | ---------------- | ----------- |
| 1    | Mikko Hirvonen   | 2           |
| 1    | Elfyn Evans      | 2           |
| 3    | Marcus Grönholm  | 1           |
| 3    | Sébastien Loeb   | 1           |
| 3    | Thierry Neuville | 1           |
| 3    | Sébastien Ogier  | 1           |
| 3    | Petter Solberg   | 1           |

| Pos. | Copilota         | N° vittorie |
| ---- | ---------------- | ----------- |
| 1    | Jarmo Lehtinen   | 2           |
| 1    | Scott Martin     | 2           |
| 3    | Daniel Elena     | 1           |
| 3    | Julien Ingrassia | 1           |
| 3    | Phil Mills       | 1           |
| 3    | Timo Rautiainen  | 1           |
| 3    | Martijn Wydaeghe | 1           |

| Pos. | Costruttore | N° vittorie |
| ---- | ----------- | ----------- |
| 1    | Citroën     | 2           |
| 1    | Ford        | 2           |
| 1    | Toyota      | 2           |
| 4    | Hyundai     | 1           |
| 4    | Peugeot     | 1           |
| 4    | Subaru      | 1           |

### Podi
| Pos. | Pilota             | N° podi |
| ---- | ------------------ | ------- |
| 1    | Sébastien Loeb     | 4       |
| 2    | Mikko Hirvonen     | 3       |
| 2    | Sébastien Ogier    | 3       |
| 4    | Marcus Grönholm    | 2       |
| 4    | Jari-Matti Latvala | 2       |
| 4    | Petter Solberg     | 2       |
| 4    | Elfyn Evans        | 2       |
| 7    | Chris Atkinson     | 1       |
| 7    | Takamoto Katsuta   | 1       |
| 7    | Markko Märtin      | 1       |
| 7    | Thierry Neuville   | 1       |
| 7    | Henning Solberg    | 1       |
| 7    | Dani Sordo         | 1       |
| 7    | Ott Tänak          | 1       |
| 7    | Kalle Rovanpera    | 1       |
| 7    | Adrien Fourmaux    | 1       |

| Pos. | Copilota         | N° podi |
| ---- | ---------------- | ------- |
| 1    | Daniel Elena     | 4       |
| 2    | Jarmo Lehtinen   | 3       |
| 3    | Miikka Anttila   | 2       |
| 3    | Timo Rautiainen  | 2       |
| 3    | Scott Martin     | 2       |
| 3    | Vincent Landais  | 2       |
| 7    | Julien Ingrassia | 1       |
| 7    | Martin Järveoja  | 1       |
| 7    | Aaron Johnston   | 1       |
| 7    | Glenn Macneall   | 1       |
| 7    | Marc Martí       | 1       |
| 7    | Cato Menkerud    | 1       |
| 7    | Phil Mills       | 1       |
| 7    | Michael Park     | 1       |
| 7    | Chris Patterson  | 1       |
| 7    | Martijn Wydaeghe | 1       |
| 7    | Jonne Halttunen  | 1       |
| 7    | Alexandre Coria  | 1       |